# Уилингский тоннель
Уилингский тоннель (англ. Wheeling Tunnel) — это пара туннелей в округе Огайо, Западная Вирджиния, США, каждый из которых имеет по 2 полосы движения. Через туннель проходят автомагистрали I-70 и U.S. Route 250.
Туннель был открыт в 1966 году, на его постройку дорожное управление Западной Вирджинии потратило 66 млн долл. Он был капитально отремонтирован в период с 2007 по 2010 год за 13,7 млн долларов. В 2009 году каждый день через туннель проезжало в среднем 59 600 автомобилей.

## Описание
Туннель находится между выходами 1A и 1B на автомагистрали Interstate 70 и U.S. route 250. Эти две магистрали используют одну и ту же дорогу через город Уилинг, чтобы пройти через Уилингский холм. Люди, которым необходимо использовать выход 1А на западном конце туннелей, используют дорожки туннелей в качестве ускоренной и замедленной полос движения. В туннеле запрещено перестраиваться.
Несколько несчастных случаев с участием полуприцепов заставили местных политиков попытаться запретить проезд грузовиков по туннелю. Предполагается, что для этого типа транспортных средств будет использоваться дорога I-470.

## Строительство
В общей сложности 13 000 квадратных футов (1200 м2) промышленной плитки использовались для внутренней отделки туннелей. Туннели обошлись в 6,9 млн долл. США (что составляет примерно 48 млн. Долл. США в ценах 2018 года). Тогдашний губернатор Западной Виргинии Уильям Уоллес Баррон и государственный комиссар по вопросам дорог начали строительные работы 22 августа 1963 года. Баррон сказал, что это самый крупный проект по строительству в рамках системы межрегиональных автодорог. Государство предоставило строительный контракт C.J. Langenfelder & Son, Inc. в Балтиморе, штат Мэриленд. Во время строительства несколько рабочих заболели из-за вдыхания большого количества угарного газа. В результате компания прекратила строительство в 1964 году до тех пор, пока не были установлены вентиляторы. Туннель официально открылся для движения 7 декабря 1966 года.

## Реконструкция

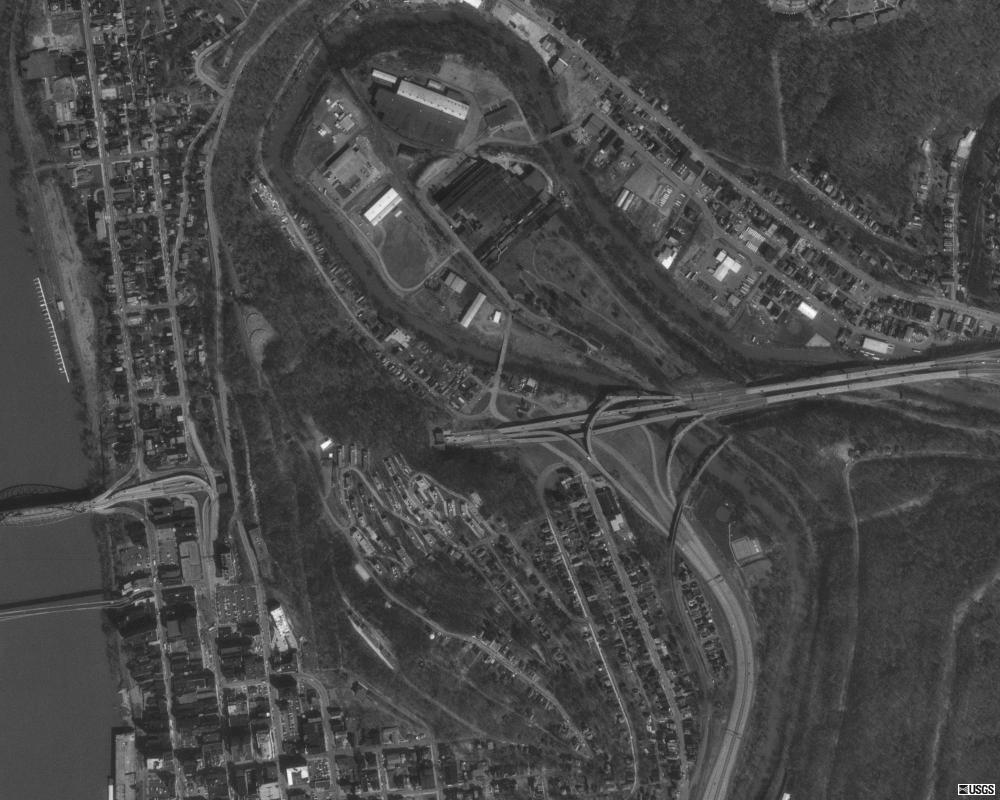

Департамент автомобильных дорог Западной Вирджинии начал планировать реконструкцию туннеля в 2005 году. Перестройка началась в январе 2007 года. План отводил 3 месяца на работу. Однако восстановление туннеля в восточном направлении заняло 11 месяцев. Были проблемы с клеем, который прикреплял плитки к стене туннеля. Проблемы с канализацией в туннеле также вызвали задержки. Рабочие нашли угольную шахту в туннеле, что также задерживало проект.
Местные чиновники предлагали закрыть туннели из-за этих проблем. Они планировали просто построить дорогу над Уилингским холмом. Строительство новой дороги потребовало бы расселить не менее 50 частных домовладений. Национальная ассоциация содействия прогрессу цветного населения была против этого плана, поскольку первый план предлагал снос домов и выселение их жителей без предоставления нового жилья. Государство не приняло план новой дороги, и восстановление колёсного туннеля началось снова в июле 2008 года .
Во время реконструкции были добавлены новые защитные барьеры, пожарные спринклеры и камеры безопасности. Весь тоннель был также очищен. Рабочие положили новое дорожное полотно. Немецкая компания-изготовитель плитки заменила отделку. Немецкая компания получила контракт, потому что ни одна другая компания не могла закончить работу вовремя. Компания завершила реконструкцию туннеля в восточном направлении 31 октября 2008 года. Государство закрыло западный туннель в феврале 2010 года. В сентябре 2010 года он был открыт досрочно. Общая стоимость проекта была в два раза выше первоначального плана. Из-за задержек она составила 13,7 млн долларов.